# Creagrutus mucipu
Creagrutus mucipu é uma espécie de peixe da família dos caracídeos na ordem dos Characiformes.

## Descrição
Os machos podem chegar aos 5,6 cm de comprimento. Vivem em zonas de Clima tropical, na América do Sul, no Rio Tocantins, no Brasil.